# Batuíra-bicuda
Borrelho-de-bico-grosso ou batuíra-bicuda (Anarhynchus wilsonia) é um maçarico da família dos caradriídeos que habita boa parte da costa do Brasil, do Amapá à Bahia. Mede de 16,5 cm até 19 cm de comprimento, com alto da cabeça e partes superiores marrons, fronte, garganta e partes inferiores brancas, colar nucal branco e bico negro.
|  |  |
|  |  |